# Lysmata
Lysmata ist eine Garnelengattung aus der Familie der Putzer- und Marmorgarnelen (Hippolytidae), die in flachen Zonen aller tropischen und subtropischen Weltmeere vorkommt. Sie leben vor allem in Korallenriffen und betätigen sich u. a. als Putzergarnelen. Das heißt, sie befreien Fische von Parasiten und abgestorbenen Hautresten. Besonders bei großen Fischen, wie Muränen und Zackenbarschen kriechen sie sogar ins geöffnete Maul, um Nahrungsreste zwischen den Zähnen zu entfernen.
Sie leben meist in Höhlen, Spalten oder unter Korallenüberhängen. Viele Arten haben auffällige Farben, mit denen sie Fische anlocken, die sie dann säubern, indem sie z. B. Parasiten vom Körper des Fisches fressen. Zusätzlich vollführen sie auffällige Bewegungen, mit denen sie zum Putzen einladen.
Lysmata-Arten sind protandrische Simultanhermaphroditen, das heißt Zwitter. Es gibt kein eindeutiges Männchen oder Weibchen. Zwei Tiere können vorhandene Eier gegenseitig befruchten. Eierstöcke und Hodengewebe sind in jeder Garnele vorhanden.
Die Tiere sind bei Meerwasseraquarianern beliebt, da sie einfach zu halten sind.

## Arten
- Lysmata acicula (M.J.Rathbun, 1906)
- Indopazifische Weißband-Putzergarnele (Lysmata amboinensis De Man, 1888)
- Lysmata anchisteus Chace, 1972
- Kalifornische Putzergarnele (Lysmata californica Stimpson, 1866)
- Kardinals-Putzergarnele (Lysmata debelius Bruce, 1983)
- Galapagos-Putzergarnele (Lysmata galapagensis Schmitt, 1924)
- Atlantische Weißband-Putzergarnele (Lysmata grabhami (Gordon, 1935))
- Lysmata intermedia (Kingsley, 1878)
- Kükenthals Putzergarnele (Lysmata kuekenthali (De Man, 1902))
- Lysmata moorei (M.J.Rathbun, 1901)
- Djibouti Putzergarnele (Lysmata multiscissa (Nobili, 1904))
- Rathburns Putzergarnele (Lysmata rathbunae Chace, 1970)
- Mittelmeer-Putzergarnele (Lysmata seticaudata (Risso, 1816))
- Lysmata ternatensis De Man, 1902
- Lysmata trisetacea (C.Heller, 1861)
- Australische Putzergarnele (Lysmata vittata (Stimpson, 1860))
- Wurdemanns Putzergarnele (Lysmata wurdemanni (Gibbes, 1850))
- Lysmata zacae Armstrong, 1941